# Jacques Marin
Jacques Raymond Marin (n. 9 septembrie 1919, Paris, Île-de-France, Franța – d. 10 ianuarie 2001, Cannes, Provence-Alpes-Côte d'Azur, Franța) a fost un actor francez de film și televiziune. Vorbirea fluentă a limbii engleze l-a făcut să obțină roluri în câteva producții majore britanice și americane (Șarada, Trenul, Maratonistul etc.).

## Filmografie selectivă
- 1947 Le Beau Voyage : un bandit
- 1948 L'assassin est à l'écoute : barman (nemenționat)
- 1952 Jocuri interzise (Jeux interdits), regia René Clément : Georges Dolle
- 1952 We Are All Murderers : Un gardien au bar (nemenționat)
- 1952 Quitte ou double : Lucien
- 1954 Before the Deluge : muncitorul pe bicicletă (nemenționat)
- 1954 J'y suis, j'y reste  (nemenționat)
- 1954 Faites-moi confiance : Bob (nemenționat)
- 1954 Tata, mama, bona și eu (Papa, maman, ma femme et moi), regia Jean-Paul Le Chanois
- 1954 Sur le banc
- 1955 Ça va barder : inspectorul
- 1955 French Cancan : un spectator (nemenționat)
- 1955 La Rue des bouches peintes : polițistul
- 1955 Bărbatul în alb (Les Hommes en blanc), regia Ralph Habib
- 1955 Les Évadés : un prizonier
- 1955 Black Dossier : un polițist
- 1955 Gas-oil : un jandarm la comisariat
- 1955 Amantul doamnei Chatterley (L'Amant de lady Chatterley) : Un habitué du pub
- 1956 If Paris Were Told to Us : Un gardien de prison (nemenționat)
- 1956 Oameni fără importanță (Des gens sans importance), regia Henri Verneuil
- 1956 Naughty Girl : jandarmul
- 1956 Mon curé chez les pauvres (necreditat)
- 1956 Marie Antoinette Queen of France : Crieur de journaux
- 1956 Ces sacrées vacances : automobilistul
- 1956 Le Sang à la tête : agentul de poliție (necreditat)
- 1956 Paris, Palace Hôtel : Le livreur de fleurs au Palace
- 1956 Străbătând Parisul (La Traversée de Paris), regia Claude Autant-Lara
- 1957 Reproduction interdite (nemenționat)
- 1957 Le rouge est mis : un agent (nemenționat)
- 1957 The Vintage : verișorul (nemenționat)
- 1957 Le coin tranquille (nemenționat)
- 1957 Trois jours à vivre : jandarmul
- 1957 Porte des Lilas : un inspector (nemenționat)
- 1957 La Parisienne : Le policier motard (nemenționat)
- 1958 La Tour, prends garde ! : Aristide Cornilion (nemenționat)
- 1958 Mizerabilii  (Les Misérables), regia Jean-Paul Le Chanois : mesagerul
- 1958 Le Temps des œufs durs : Le pêcheur
- 1958 Montparnasse 19 (Les Amants de Montparnasse / Montparnasse 19), regia Jacques Becker : patronul cafenelei (nemenționat)
- 1958 Le désordre et la nuit  : Le garçon de café (necreditat)
- 1958 In Case of Adversity : recepționerul hotelului Trianon
- 1958 Young Sinners : dl. Félix
- 1958 The Roots of Heaven : Cerisot
- 1958 Oglinda cu două fețe (Le Miroir à deux faces), regia André Cayatte
- 1958 Madame et son auto  : Rouille
- 1958 Jucătorul (Le Joueur), regia Claude Autant-Lara : angajatul la cazinou
- 1959 Guinguette : Albert
- 1959 Drôles de phénomènes : inspectorul
- 1959 Archimède le clochard  : Mimile
- 1959 Croquemitoufle  : Le contrôleur
- 1959 La Bête à l'affût  : Lesquet (nemenționat)
- 1959 Maigret și afacerea Saint-Fiacre  (Maigret et l'Affaire Saint-Fiacre), regia Jean Delannoy : Albert, șoferul
- 1959 Strada Preriilor (Rue des prairies), regia Denys de La Patellière
- 1959 Match contre la mort

- 1960 Pantalaskas  : Tropmann
- 1960 Monsieur Suzuki
- 1960 Au coeur de la ville
- 1960 Crack in the Mirror, regia Richard Fleischer : paznicul
- 1960 The Enemy General  : Marceau
- 1960 The Old Guard  : Le gendarme au saut de chaîne de vélo (nemenționat)
- 1960 Love and the Frenchwoman  : Controller (segmentul „Le Mariage”)
- 1960 Vers l'extase  : Le boucher
- 1960 The Truth  : șoferul de autobuz
- 1961 La pendule à Salomon
- 1961 Arrêtez les tambours  : Gaspard, băcanul
- 1961 The President  : Le chauffeur du car
- 1961 The Big Gamble  : The Hotel Clerk
- 1961 Le cave se rebiffe  : inspectorul Larpin de la Brigada Moravuri (nemenționat)
- 1961 The Black Monocle  : Trochu
- 1962 Tiara Tahiti  : Desmoulins
- 1962 Portrait-robot
- 1962 Gigot  : Jean
- 1962 Le Gentleman d'Epsom  : Raoul
- 1962 Five Miles to Midnight  (nemenționat)
- 1963 Le glaive et la balance  : un jandarm (nemenționat)
- 1963 Méfiez-vous, mesdames  : inspectorul Lebrun
- 1963 Șarada  : inspectorul Edouard Grandpierre
- 1964 Anatomy of a Marriage: My Days with Françoise (nemenționat)
- 1964 Trenul  : Jacques
- 1964 Vacaciones para Ivette : Noel Bernard
- 1965 Umorismo in nero : segment 1 'La Bestiole'
- 1965 Les Bons Vivants : Le brocanteur déménageur (segmentul „La Fermeture”)
- 1965 Fantômas în acțiune (1965) : agentul de la poliția feroviară
- 1966 Paris au mois d'août  : Bouvreuil
- 1966 Lost Command  : Mayor
- 1966 Cum să furi un milion : paznicul șef
- 1967 A 25-a oră : Dobresco, șeful de post
- 1967 The Oldest Profession  : Un agent de police (segmentul „Aujourd'hui”) (nemenționat)
- 1968 L'Homme à la Buick  : Un déménageur
- 1968 The Girl on a Motorcycle  : Pump Attendant
- 1968 The Night of the Following Day  : barmanul
- 1969 A Very Curious Girl  : Félix Lechat
- 1969 Trois hommes sur un cheval  : Fernand
- 1969 Tintin și Templul Soarelui  : unul din cei 7 savanți (voce)

- 1970 Darling Lili, regia Blake Edwards : Major Duvalle
- 1971 A muri din dragoste (Mourir d'aimer) : Le correspondant
- 1971 Le Cinéma de papa  : L'acteur jouant le chef de gare dans le film américain
- 1971 Le petit matin  : Ladouhère
- 1971 Jo  : Andrieux
- 1971 Le drapeau noir flotte sur la marmite  : Antoine Simonet
- 1972 A Time for Loving  : Chauffeur
- 1973 Shaft in Africa  : Cusset
- 1973 Unde a dispărut compania a șaptea? (Mais où est donc passée la 7ème compagnie), regia Robert Lamoureux
- 1974 S*P*Y*S  : Lafayette
- 1974 Les murs ont des oreilles  : Lucas, grădinarul
- 1974 Vos gueules, les mouettes !  : Le porte-bannière
- 1974 Impossible... pas français  : Dussautoy
- 1974 The Island at the Top of the World  : cpt. Brieux
- 1975 Operațiunea Lady Marlene  : Le bistrot
- 1975 Povestea unui polițist (Flic Story), regia Jacques Deray
- 1975 Catherine et Compagnie  : Le patron de l'agence de location de voitures
- 1975 Bons Baisers de Hong Kong  : Le gradé de la police
- 1976 L'Année sainte  : Moreau, le gardien de prison
- 1976 Marathon Man : LeClerc
- 1976 The Smurfs and the Magic Flute  : Schtroumpf-Fête (voce)
- 1976 Le Jour de gloire  : Le bistrot
- 1977 Herbie Goes to Monte Carlo  : inspectorul Bouchet
- 1977 Le mille-pattes fait des claquettes  : inspectorul de poliție
- 1978 L'horoscope  : J.L. Beauché
- 1978 Who Is Killing the Great Chefs of Europe?  : Massenet
- 1978 Général... nous voilà !  : Mac Goland
- 1979 Grandison  : Hauswirt
- 1979 Les Fabuleuses Aventures du legendaire Baron de Munchausen  : Hercule (voce)

- 1981 Ach du lieber Harry  : Hochwürden Harry
- 1982 Te marre pas ... c'est pour rire !  : Albert
- 1984 Le Secret des sélénites  : Hercule (voce)
- 1991 A Star for Two  : Raymond
- 2001 Monsters, Inc.  : reporterul francez de la știrile TV (voce, necreditat) (ultimul rol în film)

## Legături externe
- Jacques Marin la Internet Movie Database